# Nationalisme révolutionnaire (terme)
Ne doit pas être confondu avec Mouvance nationale-révolutionnaire.
Le terme de nationalisme révolutionnaire est un nom qui a été appliqué à la philosophie politique de nombreux types différents de mouvements politiques nationalistes qui souhaitent atteindre leurs objectifs par une révolution contre l'ordre établi. Les individus et les organisations décrits comme nationalistes révolutionnaires comprennent certains courants politiques au sein de la Révolution française, les républicains irlandais engagés dans la lutte armée contre la couronne britannique, le mouvement Cần Vương contre la domination française au Vietnam , le mouvement indépendantiste indien au xxe siècle, certains participants à la révolution mexicaine, Benito Mussolini et les fascistes italiens, le gouvernement autonome du Khorasan, Augusto César Sandino, le Mouvement nationaliste révolutionnaire en Bolivie, le nationalisme noir aux États-Unis et certains mouvements d'indépendance africains.
Le terme peut également désigner la mouvance nationale-révolutionnaire.

## Afrique
Plusieurs mouvements d'indépendance africains au XXe siècle ont été qualifiés de nationalistes révolutionnaires.
Un dirigeant anticolonial africain considéré comme un nationaliste révolutionnaire était Amilcar Cabral, qui a dirigé des mouvements d'indépendance en Guinée-Bissau et au Cap-Vert. Cabral a fondé le Parti africain pour l'indépendance de la Guinée et du Cap-Vert en 1956. Le parti a commencé une lutte armée contre les autorités coloniales portugaises en 1963, et finalement la Guinée-Bissau et le Cap-Vert ont obtenu leur indépendance en 1974 et 1975 respectivement. Cette guerre coloniale a également conduit à la montée du mouvement des forces armées au Portugal même, qui a renversé la dictature dans ce pays. Le nationalisme révolutionnaire de Cabral était incarné dans le concept « d'unité et de lutte », qui visait à unir les différentes communautés ethniques et culturelles de la Guinée-Bissau et du Cap-Vert en une seule identité nationale basée sur la lutte contre le régime colonial.
Un autre mouvement africain dont l'idéologie a été qualifiée de nationalisme révolutionnaire est le Front populaire pour la démocratie et la justice (PFDJ) en Érythrée. L'idéologie du PFDJ met l'accent sur l'héritage de la lutte érythréenne pour l'indépendance et cherche à « inculquer les valeurs de "The Struggle" à la jeunesse érythréenne en simulant vaguement (et parfois directement) les expériences des combattants de la guerre de libération ». De plus, le PFDJ promeut « l'idée d'un ensemble national multiculturel, multireligieux et unifié ».
Le nationalisme révolutionnaire a également été identifié comme un thème dans les œuvres de l'écrivain kenyan Ngugi wa Thiong'o.

## Asie
Le terme nationalisme révolutionnaire a été utilisé pour décrire les éléments du mouvement indépendantiste indien qui s'opposaient à la domination britannique en Inde. L'État indien du Jharkhand a accueilli des groupes politiques nationalistes révolutionnaires à partir de la période entre 1902 et 1918, et surtout à partir de 1912. Le Dhaka Anushilan Samiti et d'autres mouvements nationalistes du Bengale ont étendu leurs opérations dans le Jharkhand pendant cette période, et leur objectif était d'inspirer un grand soulèvement violent contre la domination britannique. Ils ont cherché à obtenir de la dynamite, de la poudre à canon et d'autres explosifs dans les mines du Jharkhand, mais leurs activités ont été découvertes et de nombreux nationalistes révolutionnaires ont été arrêtés.
Dans le Bihar, un État indien situé au nord du Jharkhand, il y avait aussi des organisations indépendantistes violentes au début du XXe siècle qui ont été qualifiées de nationalistes révolutionnaires ou de terroristes. Ils avaient « la foi dans les méthodes de violence pour garantir la liberté » et ils ont fait face à une répression croissante du gouvernement. Lorsqu'ils ont été arrêtés, ils ont reçu l'assistance juridique de membres du Congrès national indien, bien que le Congrès se soit opposé à l'usage de la violence.
En Inde, le nationalisme révolutionnaire est également identifié à la mémoire de Bhagat Singh, qui a été exécuté par les Britanniques en 1931 pour son rôle dans l'affaire du complot de Lahore.
Dans l'histoire du Vietnam, le terme nationalisme révolutionnaire a été utilisé pour désigner l'opposition à la domination coloniale française qui a commencé dans les années 1880 parmi les fonctionnaires de la cour vietnamiens patriotes et les élites provinciales, qui ont formé le mouvement Can Vuong . Ce mouvement cherchait à restaurer l'empereur vietnamien et à préserver la société traditionnelle, mais il a été vaincu par la puissance de feu française supérieure. Il a ensuite inspiré une deuxième génération de dirigeants anticoloniaux au XXe siècle.
En Iran, la rébellion du colonel Mohammad Taqi Pessian en 1921 a été décrite comme une expérience de nationalisme révolutionnaire. Pessian a dirigé un État militaire basé à Mashhad, qui a agi comme un rival du gouvernement central dirigé par Reza Khan après le coup d'État persan de 1921.

## Europe
En Europe, le terme nationalisme révolutionnaire a été appliqué à une variété de mouvements politiques nationalistes, remontant à la Révolution française du XVIIIe siècle. Le nationalisme révolutionnaire français était une forme de nationalisme civique, cherchant à imposer une identité nationale commune à l'ensemble de la population française, quelles que soient l'origine ethnique ou les cultures et langues régionales. Ce nationalisme était révolutionnaire en ce qu'il visait une « homogénéisation de l'humanité », ne souhaitant pas « exclure toute personne qui ne correspond pas à un profil ethnique particulier mais plutôt inclure toute personne désireuse d'adopter une identité culturelle particulière ».
Le nationalisme irlandais du XIXe siècle a également été qualifié de nationalisme révolutionnaire, en ce sens qu'il visait un renversement révolutionnaire de la domination britannique en Irlande. Après la défaite de la rébellion de la Jeune Irlande en 1848, de nombreux chefs rebelles s'exilèrent à Paris, où ils « se retrouvèrent au centre intellectuel du nationalisme révolutionnaire ». Les révolutionnaires irlandais en exil ont établi des contacts avec des nationalistes polonais qui luttaient également pour l'indépendance nationale et qui prônaient des idées de « terrorisme salutaire » et de « mobilisation de la paysannerie pour des actes de violence », qui ont inspiré le nationalisme révolutionnaire irlandais. Les nationalistes révolutionnaires irlandais ont été appelés Fenians, et ce mouvement comprenait des organisations irlandaises des deux côtés de l'Atlantique, telles que l'Irish Republican Brotherhood et la Fenian Brotherhood.